# Stuart Holmes
Stuart Holmes, accreditato talvolta come Stewart Holmes, nato Joseph Liebchen (Chicago, 10 marzo 1884 – Hollywood, 29 dicembre 1971), è stato un attore statunitense.

## Biografia

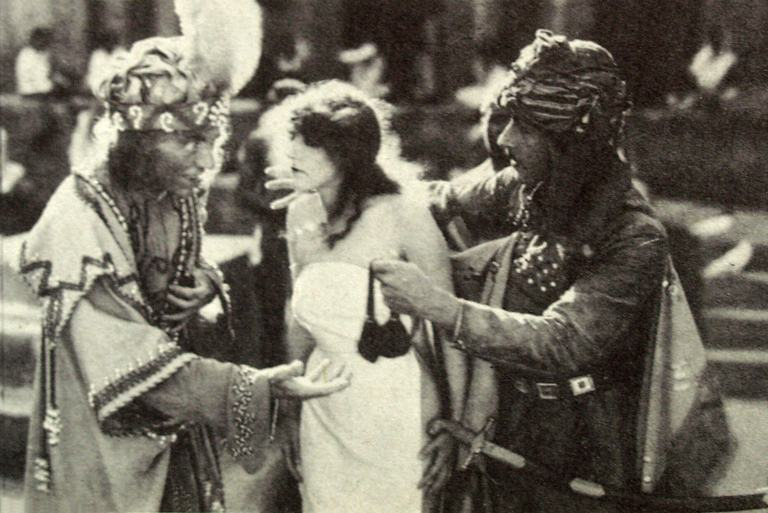
La figlia degli Dei
Stuart Holmes, Annette Kellerman e Mark Price (1916).

Nel corso della sua lunghissima carriera, durata sette decenni, Stuart Holmes interpretò ben 490 film. Il suo film d'esordio fu The Way of the Cross (1908) di J. Stuart Blackton alla Vitagraph, in una parte di contorno. Successivamente apparve in The Horse Shoer's Girl (1910), un cortometraggio della Powers Picture Plays che lo vedeva protagonista al fianco di Pearl White, con la quale lavorò fino al 1911.
Per un certo periodo si divise tra la Edison e la Kalem. A metà degli anni dieci, recitò spesso diretto da J. Gordon Edwards e girò diversi film insieme a Theda Bara, una delle più popolare dive dell'epoca, prototipo della femme fatale. Il suo ultimo film fu Sette giorni a maggio (1964) di John Frankenheimer.

## Filmografia

### Cinema
- The Way of the Cross, regia di J. Stuart Blackton - cortometraggio (1909)
- The Horse Shoer's Girl, regia di Joseph A. Golden - cortometraggio (1910)
- The Music Teacher, regia di Joseph A. Golden - cortometraggio (1910)
- A Woman's Wit, regia di Joseph A. Golden - cortometraggio (1910)
- The Woman Hater, regia di Joseph A. Golden - cortometraggio (1910)
- Monte Cristo - cortometraggio (1911)
- How Mrs. Murray Saved the American Army, regia di J. Searle Dawley - cortometraggio (1911)
- A Bucktown Romance - cortometraggio (1912)
- How Washington Crossed the Delaware, regia di J. Searle Dawley - cortometraggio (1912)
- A Mardi Gras Mix-Up, regia di George LeSoir - cortometraggio (1912)
- The Pilgrimage, regia di George LeSoir - cortometraggio (1912)
- Oliver Twist (1912)
- The Gent from Honduras, regia di Sidney M. Goldin - cortometraggio (1912)
- Into the Jungle, regia di George LeSoir - cortometraggio (1912)
- A Western Child's Heroism, regia di Sidney M. Goldin - cortometraggio (1912)
- The Girl Reporter's Big Scoop, regia di Edmund Lawrence - cortometraggio (1912)
- Roost, the Kidder - cortometraggio (1912)
- The Heart of John Grimm, regia di Edmund Lawrence - cortometraggio (1912)
- The Combination of the Safe - cortometraggio (1912)
- The Mystery of Grandfather's Clock, regia di Edmund Lawrence - cortometraggio (1912)
- The Young Millionaire, regia di Edmund Lawrence - cortometraggio (1912)
- The Tell-Tale Message, regia di Edmund Lawrence - cortometraggio (1912)
- A Battle of Wits, regia di Storm Boyd - cortometraggio (1912)
- A Daughter's Sacrifice, regia di Edmund Lawrence (1912)
- A Race with Time, regia di Edmund Lawrence[1] o Kenean Buel[2] (1912)
- A Business Buccaneer, regia di Edmund Lawrence - cortometraggio (1912)
- The Flag of Freedom, regia di Edmund Lawrence - cortometraggio (1913)
- The Senator's Dishonor, regia di Edmund Lawrence - cortometraggio (1913)
- The Game Warden, regia di J.P. McGowan - cortometraggio (1913)
- The Fire Coward, regia di J.P. McGowan - cortometraggio (1913)
- The Open Switch, regia di J.P. McGowan - cortometraggio (1913)
- The Face at the Window, regia di J.P. McGowan - cortometraggio (1913)
- The Exposure of the Land Swindlers, regia di Kenean Buel (1913)
- The Pursuit of the Smugglers, regia di J.P. McGowan (1913)
- The Fighting Chaplain, regia di George Melford (1913)
- Man and Woman, regia di Will S. Davis (1913)
- A Dog-Gone Baron - cortometraggio (1913)
- The Worker, regia di Will S. Davis (1913)
- The Current - cortometraggio (1913)
- In the Stretch, regia di Will S. Davis - (come Stewart Holmes) (1913)
- The Governor's Ghost, regia di Will S. Davis (1914)
- The Claws of Green - cortometraggio (1914)
- The Criminal Path, regia di Will S. Davis (1914)
- Through Dante's Flames, regia di Will S. Davis (1914)
- Thou Shalt Not, regia di Will S. Davis (1914)
- Life's Shop Window, regia di J. Gordon Edwards (1914)
- The War of Wars; Or, The Franco-German Invasion, regia di Will S. Davis (1914)
- The Walls of Jericho, regia di Lloyd B. Carleton e James K. Hackett (1914)
- The Idler, regia di Lloyd B. Carleton (1914)

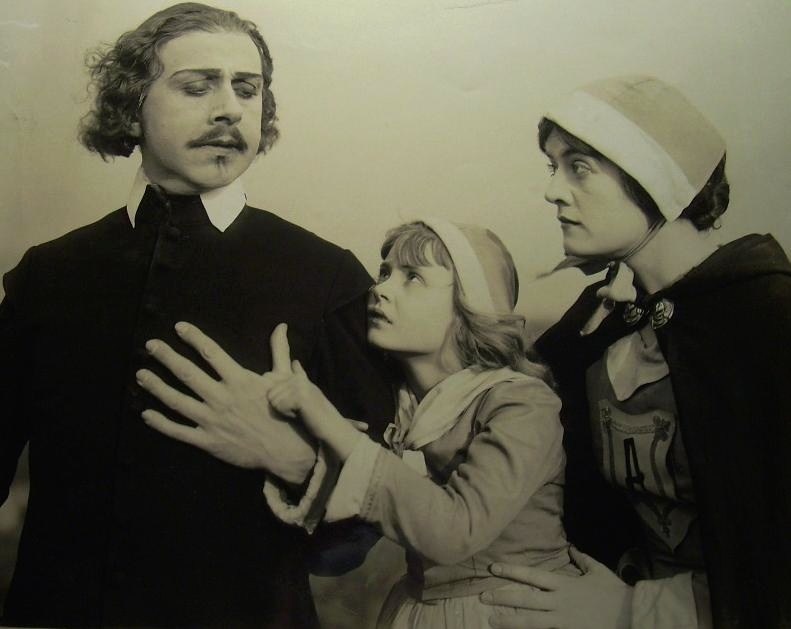
The Scarlet Letter (1917): Holmes, Kittens Reichert e Mary Martin

- The Girl I Left Behind Me, regia di Lloyd B. Carleton (1915)
- The Celebrated Scandal, regia di James Durkin e J. Gordon Edwards (1915)
- The Clemenceau Case, regia di Herbert Brenon (1915)
- Princess Romanoff, regia di Frank Powell (1915)
- A Woman's Resurrection, regia di J. Gordon Edwards (1915)
- Should a Mother Tell, regia di J. Gordon Edwards (1915)
- Dr. Rameau, regia di Will S. Davis (1915)
- Blindness of Devotion, regia di J. Gordon Edwards (1915)
- The Galley Slave, regia di J. Gordon Edwards (1915)
- The Unfaithful Wife, regia di J. Gordon Edwards (1915)
- Hidden Memories - cortometraggio (1915)
- The Green-Eyed Monster, regia di J. Gordon Edwards (1916)
- The Witch, regia di Frank Powell (1916)
- A Wife's Sacrifice, regia di J. Gordon Edwards (1916)
- Sins of Men, regia di James Vincent (1916)
- The Spider and the Fly, regia di J. Gordon Edwards (1916)
- East Lynne, regia di Bertram Bracken (1916)
- The Tortured Heart, regia di Will S. Davis (1916)
- Under Two Flags, regia di J. Gordon Edwards (1916)
- Her Double Life, regia di J. Gordon Edwards (1916)
- La figlia degli Dei (A Daughter of the Gods), regia di Herbert Brenon (1916)
- Love and Hate, regia di James Vincent (1916)
- Love Aflame (o Hearts Aflame) , regia di James Vincent, Raymond Wells (1917)
- The Scarlet Letter, regia di Carl Harbaugh(1917)
- Love's Law, regia di Tefft Johnson (1917)
- Tangled Lives, regia di J. Gordon Edwards (1917)
- La derelitta (The Derelict), regia di Carl Harbaugh (1917)
- The Test of Womanhood (1917)
- The Broadway Sport, regia di Carl Harbaugh (1917)
- The Wild Girl, regia di Howard Estabrook (1917)
- The Ghosts of Yesterday, regia di Charles Miller (1918)
- When Men Betray, regia di Ivan Abramson (1918)
- Treason, regia di Burton L. King (1918)
- A Romance of the Air, regia di Franklin B. Coates e Harry Revier (1918)
- The Sins of the Children, regia di John S. Lopez (1918)
- The Poor Rich Man, regia di Charles Brabin (1918)
- The Little Intruder, regia di Oscar Apfel (1919)
- Luna nuova (The New Moon), regia di Chester Withey (1919)
- The Other Man's Wife, regia di Carl Harbaugh (1919)
- A Dangerous Affair, regia di Charles Miller (1919)
- Dust of Desire, regia di Perry N. Vekroff (1919)
- The Way of a Woman, regia di Robert Z. Leonard (1919)
- Love, Honor and -- ?, regia di Charles Miller (1919)
- Body and Soul, regia di Charles Swickard (1920)
- Lifting Shadows, regia di Léonce Perret (1920)
- Trailed by Three, regia di Perry N. Vekroff (1920)
- Man's Plaything, regia di Charles Horan (1920)
- The Evil Eye, regia di J. Gordon Cooper e Wally Van (1920)
- Passion Fruit, regia di John Ince (1921)
- I quattro cavalieri dell'Apocalisse (The Four Horsemen of the Apocalypse), regia di Rex Ingram (1921)
- No Woman Knows, regia di Tod Browning (1921)
- All's Fair in Love, regia di E. Mason Hopper (1921)
- Un sogno d'amore (Her Husband's Trademark), regia di Sam Wood (1922)
- Paid Back, regia di Irving Cummings (1922)
- Il prigioniero di Zenda (The Prisoner of Zenda), regia di Rex Ingram (1922)
- Sotto due bandiere (Under Two Flags), regia di Tod Browning (1922)
- The Strangers' Banquet, regia di Marshall Neilan (1922)
- The Rip-Tide, regia di Jack Pratt (1923)
- Daughters of the Rich, regia di Louis J. Gasnier (1923)
- Temporary Marriage, regia di Lambert Hillyer (1923)
- The Scarlet Lily, regia di Victor Schertzinger (1923)
- Tipped Off, regia di Finis Fox (1923)
- Hollywood, regia di James Cruze (1923)
- Tea: With a Kick!, regia di Erle C. Kenton (1923)
- The Unknown Purple, regia di Roland West (1923)

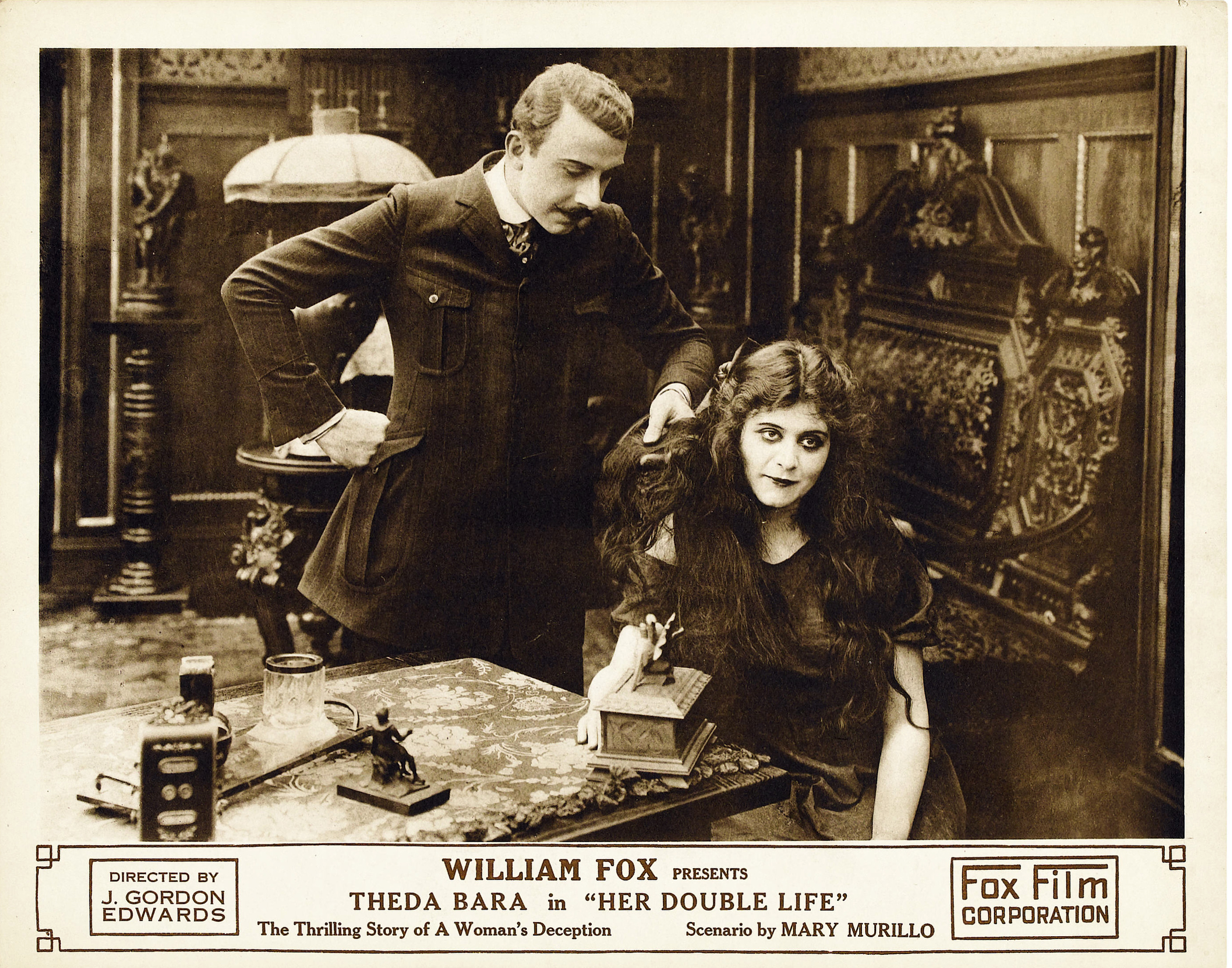
Her Double Life, con Theda Bara (1916)

- Three Weeks, regia di Alan Crosland (1924)
- On Time, regia di Henry Lehrman (1924)
- Scadenza tragica (Between Friends), regia di J. Stuart Blackton (1924)
- Tess of the D'Urbervilles, regia di Marshall Neilan (1924)
- The Siren of Seville, regia di Jerome Storm e Hunt Stromberg (1924)
- Il prezzo della vanità (Vanity's Price), regia di Roy William Neill (1924)
- In Every Woman's Life, regia di Irving Cummings (1924)
- The Age of Innocence, regia di Wesley Ruggles (1924)
- The Beloved Brute, regia di J. Stuart Blackton (1924)
- A Fool and His Money, regia di Erle C. Kenton (1925)
- Three Keys, regia di Edward LeSaint (1925)
- Cacciatori di salvezza (The Salvation Hunters), regia di Josef von Sternberg (1925)
- Friendly Enemies, regia di George Melford (1925)
- Steele of the Royal Mounted, regia di David Smith (1925)
- The Fighting Cub, regia di Paul Hurst (1925)
- Heir-Loons, regia di Grover Jones (1925)
- Pursued, regia di Dell Henderson (1925)
- The Primrose Path, regia di Harry O. Hoyt (1925)
- Paint and Powder, regia di Hunt Stromberg (1925)
- The Perfect Clown, regia di Fred C. Newmeyer (1925)
- North Star, regia di Paul Powell (1925)
- Shadow of the Law, regia di Wallace Worsley (1926)
- The Hurricane, regia di Fred Caldwell (1926)
- Dog Shy, regia di Leo McCarey (1926)
- Scared Stiff, regia di James W. Horne (1926)
- Don Key (Son of Burro), regia di Fred Guiol, James W. Horne e J.A. Howe - cortometraggio (1926)
- Lei e l'altra (Good and Naughty), regia di Malcolm St. Clair (1926)
- Broken Hearts of Hollywood, regia di Lloyd Bacon (1926)
- The Midnight Message, regia di Paul Hurst (1926)
- Beyond the Trail, regia di Albert Herman (1926)
- Per ordine del granduca (My Official Wife), regia di Paul L. Stein (1926)
- Everybody's Acting, regia di Marshall Neilan (1926)
- When a Man Loves, regia di Alan Crosland (1927)
- Zuppa d'anatra (Duck Soup), regia di Fred L.Guiol (1927)
- Your Wife and Mine, regia di Frank O'Connor (1927)
- Polly of the Movies, regia di Scott Pembroke (1927)
- Beware of Married Men, regia di Archie Mayo (1928)
- Should Tall Men Marry?, regia di Louis J. Gasnier (1928)
- Burning Daylight, regia di Charles Brabin (1928)
- L'uomo che ride (The Man Who Laughs), regia di Paul Leni (1928)
- The Hawk's Nest, regia di Benjamin Christensen (1928)
- Devil Dogs, regia di Fred Windemere (1928)
- The Cavalier, regia di Irvin Willat (1928)
- The Heroic Lover, regia di Noel M. Smith (1929)
- La fanciulla di Saint Cloud (Captain of the Guard) (1930)
- Show Girl in Hollywood, regia di Mervyn LeRoy (1930)
- War Mamas, regia di Marshall Neilan (1931)
- Rule 'Em and Weep, regia di Harry Sweet - cortometraggio (1932)
- Is My Face Red?, regia di William A. Seiter (1932)
- The Engineer's Daughter; or, Iron Minnie's Revenge, regia di Robert F. Hill (1932)
- Tom Mix alla riscossa (My Pal, the King), regia di Kurt Neumann (1932)
- Two Lips and Juleps; or, Southern Love and Northern Exposure, regia di Edward Sloman - cortometraggio (1932)
- The Millionaire Cat, regia di Mark Sandrich - cortometraggio (1932)
- The Bride's Bereavement; or, The Snake in the Grass, regia di Robert F. Hill - cortometraggio (1932)
- Jitters the Butler, regia di Mark Sandrich - cortometraggio (1932)
- Lo scandalo dei miliardi (Billion Dollar Scandal), regia di Harry Joe Brown (1933)
- From Hell to Heaven, regia di Erle C. Kenton (1933)
- Parole Girl, regia di Edward F. Cline (1933)
- Lost in Limehouse, regia di Otto Brower - cortometraggio (1933)
- La principessa innamorata (Adorable), regia di William Dieterle (1933)
- Sitting Pretty, regia di Harry Joe Brown (1933)
- Eight Girls in a Boat, regia di Richard Wallace (1934)
- Are We Civilized?, regia di Edwin Carewe (1934)
- One More River, regia di James Whale (1934)
- Belle of the Nineties, regia di Leo McCarey (1934)
- Little Big Shot, regia di Michael Curtiz (1935)
- Grand Exit, regia di Erle C. Kenton (1935)
- Miss Pacific Fleet, regia di Ray Enright (1935)
- Broadway Hostess, regia di Frank McDonald (1935)
- Carnival Day, regia di Ralph Staub - cortometraggio (1936)
- Road Gang, regia di Louis King (1936)
- Snowed Under, regia di Ray Enright (1936)
- Romance in the Air, regia di Murray Roth - cortometraggio (1936)
- The Law in Her Hands, regia di William Clemens (1936)
- Mogli di lusso (The Golden Arrow), regia di Alfred E. Green (1936)
- Le belve della città (Bullets or Ballots), regia di William Keighley (1936)
- Murder by an Aristocrat, regia di Frank McDonald (1936)
- Hearts Divided, regia di Frank Borzage (1936)
- The Song of a Nation, regia di Frank McDonald cortometraggio (1936)
- La moglie del nemico pubblico (Public Enemy's Wife), regia di Nick Grinde (1936)
- L'irresistibile (Earthworm Tractors), regia di Ray Enright (1936)
- La tigre del Bengala (Bengal Tiger), regia di Louis King (1936)
- L'uomo ucciso due volte (The Case of the Velvet Claws), regia di William Clemens (1936)
- Love Begins at Twenty, regia di Noel Smith (1936)
- Trailin' West, film di Noel M. Smith (1936)
- Stage Struck, regia di Busby Berkeley (1936)
- Down the Stretch, regia di William Clemens (1936)
- Caino e Adele (Cain and Mabel), regia di Lloyd Bacon (1936)
- Polo Joe, regia di William C. McGann (1936)
- The Captain's Kid, regia di  Nick Grinde (1936)
- Sing Me a Love Song, regia di Ray Enright (1936)
- Guns of the Pecos, regia di Noel M. Smith (1937)
- Under Southern Stars, regia di Nick Grinde (1937)
- Tradimento (Her Husband's Secretary), regia di Frank McDonald (1937)
- Piccoli G-men (Penrod and Sam), regia di William C. McGann (1937)
- Midnight Court, regia di Frank McDonald (1937)
- Land Beyond the Law, regia di B. Reeves Eason (1937)
- Melody for Two, regia di Louis King (1937)
- L'uomo di bronzo (Kid Galahad), regia di Michael Curtiz (1937)
- La vittima sommersa (The Case of the Stuttering Bishop), regia di William Clemens (1937)
- Blazing Sixes, regia di Noel Smith (1937)
- Il tesoro del dirigibile (Fly Away Baby), regia di Frank McDonald (1937)
- Public Wedding, regia di Nick Grinde (1937)
- Dance Charlie Dance, regia di Frank McDonald (1937)
- Confession , regia di Joe May (1937)
- Invito alla danza (Varsity Show), regia di William Keighley (1937)
- Prairie Thunder, regia di B. Reeves Eason (1937)
- Wine, Women and Horses, regia di Louis King (1937)
- Vivo per il mio amore (That Certain Woman), regia di Edmund Goulding (1937)
- Back in Circulation, regia di Ray Enright (1937)
- L'isola dei dimenticati (Alcatraz Island), regia di William C. McGann (1937)
- The Adventurous Blonde, regia di Frank McDonald (1937)
- Sottomarino D-1 (Submarine D-1), regia di Lloyd Bacon (1937)
- Expensive Husbands, regia di Bobby Connolly (1937)
- Swingtime in the Movies, regia di Crane Wilbur (1938)
- The Patient in Room 18, regia di Bobby Connolly e Crane Wilbur (1938)
- Swing Your Lady, regia di Ray Enright (1938)
- Romance Road, regia di Bobby Connolly (1938)
- Blondes at Work, regia di Frank McDonald (1938)
- Il gigante biondo (The Kid Comes Back), regia di B. Reeves Eason (1938)
- Penrod and His Twin Brother, regia di William C. McGann (1938)
- Un bandito in vacanza (A Slight Case of Murder), regia di Lloyd Bacon (1938)
- Figlia del vento (Jezebel), regia di William Wyler (1938)
- He Couldn't Say No, regia di Lewis Seiler (1938)
- Muraglia inviolabile (Over the Wall), regia di Frank McDonald (1938)
- Accidents Will Happen, regia di William Clemens (1938)
- Crime School, regia di Lewis Seiler (1938)
- Mystery House, regia di Noel M. Smith (1938)
- Little Miss Thoroughbred, regia di John Farrow (1938)
- Men Are Such Fools, regia di Busby Berkeley (1938)
- When Were You Born, regia di William C. McGann (1938)
- My Bill, regia di John Farrow (1938)
- Cowboy from Brooklyn, regia di Lloyd Bacon (1938)
- Racket Busters, regia di Lloyd Bacon (1938)
- La valle dei giganti (Valley of the Giants), regia di William Keighley (1938)
- Secrets of an Actress, regia di William Keighley (1938)
- Campus Cinderella, regia di Noel M. Smith (1938)
- Garden of the Moon, regia di Busby Berkeley (1938)
- Broadway Musketeers, regia di John Farrow (1938)
- Io ti aspetterò (The Sisters), regia di Anatole Litvak (1938)
- Girls on Probation, regia di William C. McGann (1938)
- Torchy Gets Her Man, regia di William Beaudine (1938)
- Nancy Drew -- Detective, regia di William Clemens (1938)
- Nel cuore del Nord (Heart of the North), regia di Lewis Seiler (1938)
- The Monroe Doctrine, regia di Crane Wilbur - cortometraggio (1939)
- Tramonto (Dark Victory), regia di Edmund Goulding (1939)
- Con mia moglie è un'altra cosa (Affectionately Yours), regia di Lloyd Bacon (1941)
- Il cavaliere della vendetta (Wild Bill Hickok Rides), regia di Ray Enright (1942)
- Ribalta di gloria (Yankee Doodle Dandy), regia di Michael Curtiz (1942)
- Il canto del deserto (Desert Song), regia di Robert Florey (1943)
- L'eterna armonia (A Song to Remember), regia di Charles Vidor (1945)
- Pugno di ferro (Killer McCoy), regia di Roy Rowland (1947)
- La gente mormora (People Will Talk), regia di Joseph L. Mankiewicz (1951)
- Spettacolo di varietà (The Band Wagon), regia di Vincente Minnelli (1953)
- È sempre bel tempo (It's Always Fair Weather), regia di Stanley Donen, Gene Kelly (1955)
- L'altalena di velluto rosso (The Girl in the Red Velvet Swing), regia di Richard Fleischer (1955)
- Quando l'amore è romanzo (The Helen Morgan Story), regia di Michael Curtiz (1957)
- Inchiesta in prima pagina (The Story on Page One), regia di Clifford Odets (1959)
- Il mattatore di Hollywood (The Errand Boy), regia di Jerry Lewis (1961)